# 司马珍
司马珍（320年代—362年），河内郡温县（今河南省焦作市温县）人，曹魏舞阳成侯司马防七世孙，散骑常侍、章武王司马滔之子，东晋宗室、官员。

## 生平
司马珍的哥哥司马休在苏峻之乱平定后已战死，司马珍当时年仅虚龄八岁，因为年幼没有连带受罚。咸和六年六月丙申（331年7月27日），司马珍袭爵为章武王，官至大宗正。隆和元年（362年）十月，司马珍去世。司马珍没有儿子，河间王司马钦把儿子司马范之过继给司马珍继承爵位。